# Poststelle (Organisationseinheit)
Als Poststelle wird eine Organisationseinheit in Unternehmen und Organisationen meist in Form einer Abteilung bezeichnet, die für die Erledigung der Post zuständig ist. Die Poststelle gehört zur Verwaltung eines Unternehmens und hat die Aufgabe, die geschäftlichen Kernprozesse durch Annahme, Verteilung und Versand der Geschäftsbriefe oder Postpakete zu unterstützen. 

## Allgemeines
Die Poststelle ist eine Dienstleistungsstelle, die zentrale Unterstützungsaufgaben für mehrere Leitungsstellen wahrnimmt. Die Aufgaben einer Poststelle gliedern sich in drei Bereiche: Posteingang, Postverteilung und Postausgang, die – je nach Betriebsgröße – als eigenständige Funktion innerhalb der Poststelle organisiert sein können.

## Posteingang
Der Posteingang umfasst in der Regel fünf Arbeitsschritte, in denen die täglich eingehenden Briefe eines Unternehmens oder einer Behörde bearbeitet werden:
1. Die Eingangspost wird vom Postfach abgeholt. Damit wird eine frühe Bearbeitung der empfangenen Briefe unabhängig von der Gangfolge des Zustellers ermöglicht.
2. Die Briefe werden sortiert nach den Gesichtspunkten „öffnen“ oder „nicht öffnen“. Welche Briefe nicht geöffnet werden, hängt von den Vorgaben der jeweiligen Leitung ab. Typisch ist, dass nicht geöffnet werden soll, wenn an Personen aus der Führungsebene oder besondere Abteilungen adressiert wird; weiterhin, wenn ein Mitarbeiter an erster Stelle der Anschrift namentlich genannt wird.
3. Die übrigen Briefe werden geöffnet. Hierfür werden in der Regel Schneidemaschinen verwendet.
4. Die Dokumente werden den geöffneten Kuverts entnommen, zusammengeheftet und mit einem Eingangsstempel versehen, aus dem das Datum des Posteinganges hervorgeht. In manchen Behörden beinhaltet der Eingangstempel noch das Kürzel des Mitarbeitenden der Poststelle, die federführende Organisationseinheit und eventuelle Anlagen.
5. Die gekennzeichneten Dokumente werden den verschiedenen Fachabteilungen zugeordnet. Dieser Arbeitsschritt verlangt höchste Sorgfalt und das spezielle Wissen, wer im Unternehmen welche Sachgebiete bearbeitet. Dieses Wissen erfordert in größeren Unternehmen jahrelange Mitarbeit, denn nicht immer sind die Briefe genau an die Fachabteilung adressiert. Oft müssen die Mitarbeiter der Poststelle die Briefe anlesen und aus dem Inhalt auf die zuständige Sachbearbeitung schließen. In Behörden kann man diese im Organigramm oder im jeweiligen Geschäftsverteilungsplan finden.

## Postverteilung
Die Postverteilung stellt einen logistischen Prozess dar, der aus drei Arbeitsschritten besteht und häufig auch als Hauspost bezeichnet wird:
1. Die zugeordnete Eingangspost wird unter Einhaltung des Dienstweges zu den Sachbearbeitern gebracht.
2. Dokumente aus den Fachabteilungen werden abgeholt und zur weiteren Bearbeitung in andere Fachabteilungen gebracht („Hauspost“ im engeren Sinn). --> Die meisten Betriebe oder Behörden nutzen hierfür verschiedene Umlaufmappen, die auch datiert werden.
3. Die Ausgangspost der Sachbearbeiter wird abgeholt und zum Versenden in die Poststelle gebracht.

## Postausgang
Im Postausgang werden in drei Arbeitsschritten die zu versendenden Briefe postalisch aufgearbeitet:
1. Jedes Dokument wird in eine Versandhülle (Kuvert) gelegt oder mittels Kuvertiermaschine kuvertiert, wobei abhängig von den Formaten des Dokuments und des Kuverts eine vorausgehende Falzung des Dokuments angezeigt sein kann.
2. Die Postgebühren (Porto) werden per Briefmarke oder per Frankiermaschine aufgebracht.
3. Die versandfertigen Briefe werden einem Postdienstleister übergeben.

Diese drei Aufgabenbereiche und die grundsätzlichen Abläufe der Poststelle sind konstant, während die Umsetzung aus der Zeit stammt, als die Briefe von Hand oder mit der Schreibmaschine geschrieben wurden. Durch die Einführung von Informationstechnik (EDV) sind die einzelnen Arbeitsschritte einer Poststelle erheblichen Veränderungen unterworfen. Für den Posteingang ist an das Einscannen bestimmter Briefe und damit mögliches elektronisches Bearbeiten an entfernten Standorten zu denken.